# Neoeptesicus furinalis
Neoeptesicus furinalis är en fladdermusart som först beskrevs av d'Orbigny 1847.  Neoeptesicus furinalis ingår i släktet Neoeptesicus och familjen läderlappar. Inga underarter finns listade i Catalogue of Life. Wilson & Reeder (2005) skiljer mellan fyra underarter. Typexemplaret hittades i Argentina vid staden Corrientes.

## Utseende
Arten når en kroppslängd (huvud och bål) av 48 till 64 mm, en svanslängd av 30 till 49 mm och en vikt av 7 till 14 g. Underarmarna är 36 till 43 mm långa, bakfötternas längd är 5,5 till 11 mm och öronen är 12 till 15 mm stora. Allmänt är honor större än hannar. Ovansidans päls bildas av hår som är svartbruna vid roten och mörkbruna till gulbruna vid spetsen. Pälsfärgen varierar beroende på utbredning och årstid. Neoeptesicus furinalis har svartbruna vingar och undersidan av svansflughuden är grå till spräcklig vit. Arten har tre framtänder per sida i överkäken och den tredje är små. Det finns en klaff före hörntanden. Den diploida kromosomuppsättningen bildas av 50 kromosomer (2n=50).

## Utbredning
Denna fladdermus förekommer i Central- och Sydamerika från södra Mexiko till centrala Argentina. Arten vilar i träd och i byggnader.

## Ekologi
Vid gömstället bildas vanligen grupper med 10 till 20 medlemmar. I norra delen av utbredningsområdet förekommer kolonier med upp till  100000 medlemmar. Viloplatsen delas med fladdermöss av släktet Artibeus, med Sturnira lilium, egentlig vampyr, Rhogeessa tumida och Cynomops mexicanus. Denna fladdermus börjar jakten kort efter solnedgången. Lätet som används för ekolokaliseringen är 5 till 9 millisekunder lång. Det börjar ungefär vid 56 kHz och slutar vid 35 till 45 kHz. Bytet är olika insekter som fångas ovanför gräsytor, vattendrag eller vid trädtopparna. Neoeptesicus furinalis flyger ofta i en cirkel med en diameter av 15 till 30 meter och 6 till 9 meter ovanför marken.
Honan föder en eller två ungar per kull och tiden är beroende på utbredningen. Honan kan förvara hannens sädesvätska 2 till 3 månader i sina könsdelar innan äggen befruktas.

## Hot
För beståndet är inga hot kända och hela populationen bedöms som stor. IUCN kategoriserar arten globalt som livskraftig.